# Латан-Парат
Латан-Парат (перс. لتن پرت) — село в Ірані, у дегестані Лісар, у бахші Карґан-Руд, шагрестані Талеш остану Ґілян. За даними перепису 2006 року, його населення становило 71 особу, що проживали у складі 16 сімей.